# Deutsche Fußballmeisterschaft 1919/1920
Třináctý ročník Deutsche Fußballmeisterschaft (Německého fotbalového mistrovství) se konal od 16. května do 13. června 1920.
Turnaj se konal po šesti letech kvůli světové válce. Zúčastnilo se jí osm klubů. Vítězem turnaje se stal poprvé ve své historii klub 1. FC Norimberk, který porazil ve finále obhájce titulu z minulého ročníku SpVgg Greuther Fürth 2:0.